# Jernej Damjan
Jernej Damjan (* 28. Mai 1983 in Ljubljana) ist ein ehemaliger slowenischer Skispringer. Er startet für den SSK Sam Ihan. Sein bisher größter Einzelerfolg ist der Sieg von der Großschanze bei der Winter-Universiade 2003 in Tarvis. Zudem gewann er eine Silber- und drei Bronzemedaillen mit der slowenischen Mannschaft bei Skisprung- und Skiflug-Weltmeisterschaften. 2014 gewann er den Skisprung-Grand-Prix.

## Werdegang
Jernej Damjan trat erstmals bei den Continental-Cup-Springen in Bischofshofen am 12. und 13. Januar 2002 in das internationale Rampenlicht. Nachdem er beim ersten Springen am Sonnabend als 33. noch an den Punkterängen vorbeigesprungen war, erreichte er am Sonntag als 29. seine ersten beiden Continental-Cup-Punkte. Zwei Monate später konnte im japanischen Yamagata bereits seinen ersten Sieg in dieser Wettkampfserie feiern. Bei der Winter-Universiade 2003 in Tarvis gewann er nicht nur die Goldmedaille von der Großschanze, sondern erreichte mit der slowenischen Equipe auch den zweiten Platz im Mannschaftswettbewerb. Nachdem er am 15. Februar 2004 in Westby seinen zweiten Continental-Cup-Sieg errungen hatte, wurde er dann am 10. Januar 2004 in Liberec erstmals im Weltcup eingesetzt.
Damjan gewann bei der Nordischen Ski-WM 2005 in Oberstdorf Bronze mit der Mannschaft von der Normalschanze. Im Februar 2006 nahm er in Turin zum ersten an den Olympischen Winterspielen teil. Er belegte in den Einzelwettbewerben den 35. Platz von der Normalschanze und den 28. Platz von der Großschanze. Mit der slowenischen Mannschaft wurde er Zehnter.
Seinen ersten Podestplatz im Weltcup erreichte er am 10. Februar 2007 in Willingen, wo er den dritten Rang belegte. Am 17. Februar 2008 erreichte er im Einzelspringen von Willingen mit dem zweiten Platz sein bis dahin bestes Resultat. Hinzu kamen in der Saison 2007/08 vier fünfte Plätze. Dadurch belegte er in der Weltcupwertung, als bester Slowene, Rang 15. Bei den Slowenischen Meisterschaften 2009 in Kranj gewann er im Einzel- wie auch im Teamspringen die Bronzemedaille. In der Saison 2009/10 konnte er wieder eine aufsteigende Form beweisen, nachdem er in der Saison 2008/09 lediglich Platz 37 im Gesamtweltcup belegt hatte.
Bei den Olympischen Winterspielen 2010 in Vancouver schied Damjan im Springen von der Normalschanze als 38. punktgleich mit Lukáš Hlava und von der Großschanze als 33. jeweils nach dem ersten Durchgang aus.
Bei den Slowenischen Meisterschaften 2010 in Kranj gewann Damjan im Einzel und im Team die Silbermedaille.
Bei den Nordischen Skiweltmeisterschaften 2011 im norwegischen Oslo errang er mit der slowenischen Equipe die Bronzemedaille im Mannschaftswettbewerb. Diesen Erfolg konnte er ein Jahr später bei der Skiflug-Weltmeisterschaft 2012 in Vikersund wiederholen. Am 24. August 2013 gelang Damjan beim Springen im japanischen Hakuba punktgleich mit Noriaki Kasai sein erster Sieg bei einem Grand-Prix-Springen. Nachdem im selben Sommer ein zweiter Platz in Nischni Tagil und zwei in Almaty folgten, belegte er in der Gesamtwertung des Skisprung-Grand-Prix 2013 hinter Andreas Wellinger den zweiten Platz.
Sein erster Weltcupsieg gelang Damjan am 18. Januar 2014 beim Mannschaftsspringen in Zakopane. Bereits eine Woche später, am 26. Januar 2014, gelang ihm im japanischen Sapporo sein erster Weltcupsieg in einem Einzelwettbewerb. Einen Tag zuvor war er bereits, auf der gleichen Schanze, als Zweitplatzierter auf das Podest gesprungen. Bei den Olympischen Winterspielen 2014 in Sotschi belegte er in den Einzelwettbewerben den neunten Platz von der Normalschanze und den 17. Platz von der Großschanze. Mit der slowenischen Mannschaft wurde er Fünfter. Am Saisonende erreichte er mit Platz 13 seine bisher beste Platzierung in der Weltcup-Gesamtwertung. Auch 2014 machte er im Sommer wieder auf sich aufmerksam: Ein Sieg beim Springen in Almaty und drei weitere Podestplatzierungen (2 × in Hakuba und einmal in Almaty) bescherten ihm am Ende der Sommersaison 2014 erstmals den Grand-Prix-Gesamtsieg. In der Weltcup-Saison 2014/15 erreichte er erneut eine Podestplatzierung als Dritter in Engelberg. Zudem sprang er mehrmals unter die besten zehn. Im Gesamtweltcup landete er als 14. zum zweiten Mal nacheinander in den Top 15.
Nachdem er im Sommer 2015 noch in Grand Prix aktiv gewesen war, kam er im darauffolgenden Winter nicht im Weltcup zum Einsatz und startete nur im Continental Cup. Bei den Slowenischen Meisterschaften 2016 in Planica gewann Damjan im Einzelwettbewerb vor Domen Prevc und Nejc Dežman die Goldmedaille sowie im Teamwettbewerb mit David Krapež, Miha Kveder und Tilen Bartol die Silbermedaille. Nach diesem Erfolg gehörte er in der Saison 2016/17 dann wieder zur slowenischen Weltcup-Mannschaft. Sein bestes Saisonergebnis war Platz 13 beim Skifliegen in Oberstdorf. Außerdem nahm er an den Nordischen Skiweltmeisterschaften 2017 in Lahti teil. Dabei belegte er die Plätze 32 auf der Normalschanze und 21 auf der Großschanze im Einzel. Mit der slowenischen Mannschaft wurde er Fünfter.
Beim zweiten Einzelspringen der Weltcup-Saison 2017/18 im finnischen Ruka sicherte er sich überraschend seinen zweiten Weltcupsieg im Einzel vor Johann André Forfang und Andreas Wellinger. Die Vierschanzentournee 2017/18 beendete er nach den Plätzen 14, 13, 5 und 17 als Zehnter der Gesamtwertung, was seine bis dahin beste Platzierung in der Tourneewertung war. Bei der Skiflug-Weltmeisterschaft 2018 in Oberstdorf belegte er den 15. Platz im Einzel und holte im Mannschaftsspringen zusammen mit Anže Semenič, Domen Prevc und Peter Prevc die Silbermedaille als Zweiter hinter Norwegen. Bei den Olympischen Winterspielen 2018 in Pyeongchang gehörte er zum fünfköpfigen slowenischen Aufgebot und wurde in allen drei Wettbewerben eingesetzt. Im Einzelwettbewerb auf der Normalschanze belegte er den 28. Platz und im Einzelwettbewerb auf der Großschanze den 16. Platz. Mit der slowenischen Mannschaft wurde er im Mannschaftswettbewerb auf der Großschanze Fünfter.
Aufgrund einer schweren Armverletzung fiel Damjan für die Saison 2019/20 aus. Bei den Olympischen Jugend-Winterspielen 2020 in Lausanne unterstützte Damjan als Vorbild und Symbolfigur die teilnehmenden Skispringerinnen und Skispringer.
Mitte Mai 2021 gab Damjan sein Karriereende bekannt. Anschließend wurde er Social Media Coordinator beim slowenischen Skiverband sowie ab der Saison 2022/23 Kommentator für die englischsprachigen Skisprung-Übertragungen auf dem Sender Eurosport.
Neben seiner sportlichen Tätigkeit war Damjan auch Athletensprecher.

## Erfolge

### Weltcupsiege im Einzel
| Nr. | Datum             | Ort     | Typ         |
| --- | ----------------- | ------- | ----------- |
| 1.  | 26. Januar 2014   | Sapporo | Großschanze |
| 2.  | 26. November 2017 | Kuusamo | Großschanze |

### Weltcupsiege im Team
| Nr. | Datum           | Ort       | Typ         |
| --- | --------------- | --------- | ----------- |
| 1.  | 18. Januar 2014 | Zakopane  | Großschanze |
| 2.  | 31. Januar 2015 | Willingen | Großschanze |

### Grand-Prix-Siege im Einzel
| Nr. | Datum              | Ort    | Typ         |
| --- | ------------------ | ------ | ----------- |
| 1.  | 24. August 2013    | Hakuba | Großschanze |
| 2.  | 20. September 2014 | Almaty | Großschanze |

### Continental-Cup-Siege im Einzel
| Nr. | Datum             | Ort      | Typ           |
| --- | ----------------- | -------- | ------------- |
| 1.  | 14. März 2002     | Yamagata | Normalschanze |
| 2.  | 15. Februar 2004  | Westby   | Normalschanze |
| 3.  | 9. Januar 2011    | Sapporo  | Großschanze   |
| 4.  | 13. Dezember 2013 | Rena     | Normalschanze |

## Statistik

### Weltcup-Platzierungen
| Saison  | Platz | Punkte |
| ------- | ----- | ------ |
| 2003/04 | 55.   | 022    |
| 2004/05 | 15.   | 451    |
| 2005/06 | 25.   | 172    |
| 2006/07 | 23.   | 225    |
| 2007/08 | 15.   | 522    |
| 2008/09 | 37.   | 099    |
| 2009/10 | 31.   | 134    |
| 2010/11 | 41.   | 084    |
| 2011/12 | 33.   | 149    |
| 2013/14 | 13.   | 457    |
| 2014/15 | 14.   | 535    |
| 2016/17 | 28.   | 149    |
| 2017/18 | 17.   | 379    |
| 2018/19 | 46.   | 040    |

### Grand-Prix-Platzierungen
| Saison | Platz | Punkte |
| ------ | ----- | ------ |
| 2004   | 34.   | 026    |
| 2005   | 15.   | 110    |
| 2006   | 11.   | 183    |
| 2007   | 05.   | 303    |
| 2008   | 55.   | 030    |
| 2009   | 38.   | 046    |
| 2010   | 60.   | 015    |
| 2011   | 64.   | 016    |
| 2013   | 02.   | 419    |
| 2014   | 01.   | 441    |
| 2015   | 43.   | 054    |
| 2016   | 77.   | 003    |